# Ancylotrypa kankundana
Ancylotrypa kankundana is een spinnensoort uit de familie Cyrtaucheniidae. De soort komt voor in Congo.